# سلطان محمد
سلطان محمد (بالفارسية: سلطان محمد نگارگر) هو رسام إيراني، ولد في 1470 في تبريز في إيران، وتوفي بنفس المكان في 1555.

## وصلات خارجية
- سلطان محمد على موقع الموسوعة البريطانية (الإنجليزية)